# Xanthia phaiopsis
Xanthia phaiopsis är en fjärilsart som beskrevs av Charles Boursin 1962. Xanthia phaiopsis ingår i släktet Xanthia och familjen nattflyn. Inga underarter finns listade i Catalogue of Life.